# 8855 Miwa
8855 Miwa è un asteroide della fascia principale. Scoperto nel 1991, presenta un'orbita caratterizzata da un semiasse maggiore pari a 2,2794537 UA e da un'eccentricità di 0,1670303, inclinata di 5,53683° rispetto all'eclittica.